# Meridagena
Meridagena là một chi bướm đêm thuộc họ Tortricidae.

## Các loài
- Meridagena bicerithium Razowski & Wojtusiak, 2006